# Quai Richard-Waddington
Le quai Richard-Waddington est une voie publique de la commune de Rouen.

## Situation et accès
Le quai Richard-Waddington est situé à Rouen, sur la presqu'île du même nom, dans le prolongement du quai Émile-Duchemin. Il ferme le bassin Saint-Gervais où conflue le Cailly. 
En 2016, le cirque Gruss a investi les lieux.
En juillet 2016, 50 platanes centenaires sur 90, tous plantés avant 1944, ont dû céder la place aux attractions car le quai (outre le quai Émile-Duchemin) accueille désormais la foire Saint-Romain depuis 2019. L'édition 2021 s'est achevée le 21 novembre.
Les paquebots de croisière accostent à hauteur du quai : The World (octobre 2018), ... au terminal croisières HAROPA.

## Origine du nom
Le nom du quai est attribué en mémoire de l'homme politique français Richard Waddington (1838-1913), élu d'origine rouennaise.
Il fut le président de la Chambre de commerce et d'industrie de Rouen de 1897 à 1913.

## Historique
En 1885 sont créés près du Mont-Riboudet trois quais dont celui dont il est question.